# Ödevaten
Ödevaten är en sjö i Emmaboda kommun i Småland och ingår i Lyckebyåns huvudavrinningsområde. Sjön har en area på 1,49 kvadratkilometer och ligger 135,5 meter över havet. Sjön avvattnas av vattendraget Gusemålabäcken. Vid provfiske har bland annat abborre, braxen, gädda och mört fångats i sjön.

## Delavrinningsområde
Ödevaten ingår i det delavrinningsområde (627514-149169) som SMHI kallar för Utloppet av Ödevaten. Medelhöjden är 140 meter över havet och ytan är 9,2 kvadratkilometer. Räknas de 3 avrinningsområdena uppströms in blir den ackumulerade arean 27,82 kvadratkilometer. Gusemålabäcken som avvattnar avrinningsområdet har biflödesordning 2, vilket innebär att vattnet flödar genom totalt 2 vattendrag innan det når havet efter 70 kilometer. Avrinningsområdet består mestadels av skog (77 %). Avrinningsområdet har 1,65 kvadratkilometer vattenytor vilket ger det en sjöprocent på 17,9 %.

## Fisk
Vid provfiske har följande fisk fångats i sjön:
- Abborre
- Braxen
- Gädda
- Mört
- Sarv
- Sutare